# سیارک ۱۴۰۹۴
سیارک ۱۴۰۹۴ (به انگلیسی: 14094 Garneau، نامگذاری:1997OJ1) چهارده هزار و نود و چهارمین سیارک کشف شده‌است که در ۲۸ ژوئیه ۱۹۹۷ کشف شد.
قدر مطلق سیارک برابر ۱۸.۶ است.